# Aibonito
Aibonito és un municipi de Puerto Rico localitzat a la regió centre-meridional muntanyosa de l'illa, també conegut amb els noms de la ciudad fría, la nevera de Puerto Rico i la Suiza de Puerto Rico. Limita pel Nord amb els municipis de Barranquitas i Cidra, pel Sud amb Salinas i Coamo, per l'Est amb Cidra i Cayey, i per l'Oest amb Coamo.
El municipi està dividit en 9 barris: Aibonito Pueblo, Algarrobo, Asomante, Caonillas, Cuyón, Llanos, Pasto, Plata i Robles.
La plaça principal d'Aibonito es troba a una alçada de 731 metres, la més alta de l'illa, el que fa que el seu clima sigui un dels mes freds de la majoria de les ciutats de Puerto Rico.